# 富田林市立喜志西小学校
富田林市立喜志西小学校（とんだばやししりつ きしにししょうがっこう）は、大阪府富田林市梅の里四丁目にある公立小学校。

## 沿革
- 1978年（昭和53年）2月 - 開校。

## 通学区域
- 梅の里一丁目から四丁目、平町一丁目及び二丁目、宮町三丁目、大字喜志[1]

## 進学先中学校
公立学校は、富田林市立喜志中学校に進学する